# Parafia Przemienienia Pańskiego w Sasinach

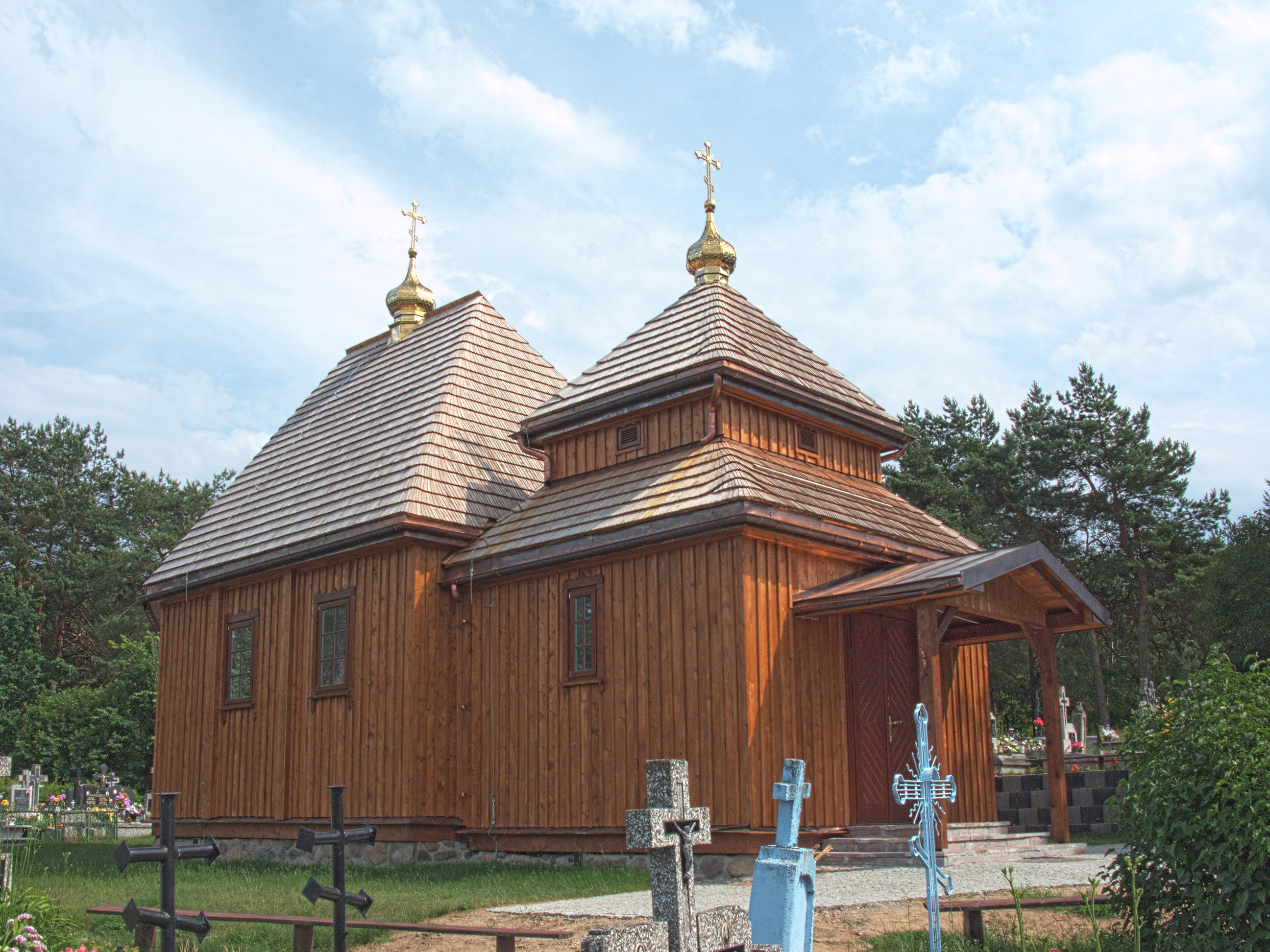
Cerkiew cmentarna w Sobiatynie

Parafia Przemienienia Pańskiego – parafia prawosławna w Sasinach, w dekanacie Bielsk Podlaski diecezji warszawsko-bielskiej.
Na terenie parafii funkcjonują 2 cerkwie:
- cerkiew Przemienienia Pańskiego w Sasinach – parafialna
- cerkiew Świętych Apostołów Piotra i Pawła w Sobiatynie – cmentarna

Parafia swoim zasięgiem obejmuje wsie: Sasiny, Biełki, Bystre, Śnieżki i Sobiatyno.

## Wykaz proboszczów
- 1613 – ks. Fiodor Iwanowicz
- 1725 – ks. Damian Radionowicz
- 1783 – ks. Lawrenty Charsewicz
- 1903 – ks. Dawid Jakobson
- 1903–1904 – Jan Telakowski
- 1904–1915 – Aleksander Małaszko
- 1928–1934 – o. hieromnich Nikon (Maruk)
- 1934–1935 – ks. Mikołaj Skabałłanowicz
- 1935–1936 – ks. Bazyli Siemiętowski
- 1936–1937 – ks. Wiaczesław Chalecki
- 1937 – ks. Piotr Rodkiewicz
- 1937–1938 – o. archimandryta Izydor (Mogilny)
- 1938 – ks. Józef Pieretruchin
- 1938 – o. hieromnich Arseniusz (Baziaruk)
- 1938–1942 – ks. Michał Lessicz
- 1942–1944 – ks. Piotr Kuźmiuk
- 1944–1948 – ks. Eliasz Fomikowski
- 1948–1949 – ks. Eugeniusz Izmajłow
- 1949–1952 – ks. Eliasz Fomikowski
- 1952–1962 – ks. Leonidas Czystowski
- 1962–1964 – ks. Józef Kowszyk
- 1964–1966 – ks. Stefan Jakimiuk
- 1966–1971 – ks. Piotr Piluś
- 1971–1985 – ks. Leonidas Czystowski
- 1985–1986 – ks. Stefan Jakimiuk
- 1986–1996 – ks. Mikołaj Grygoruk
- 1996–2004 – ks. Aleksander Jurczuk
- 2004–2015 – ks. Aleksander Kulik
- 2015–2017 – ks. Marcin Chiliński[2][3]
- od 2017 – ks. Mirosław Mołotowicz[3]
- ks. prot. mgr Mirosław Awksietijuk[1]